# Mimagoniates rheocharis
Mimagoniates rheocharis és una espècie de peix de la família dels caràcids i de l'ordre dels caraciformes.

## Morfologia
- Els mascles poden assolir 4,8 cm de llargària total.[2]

## Hàbitat
Viu en zones de clima tropical.

## Distribució geogràfica
Es troba a Sud-amèrica: des del sud-est de Santa Catarina fins al nord-est de Rio Grande do Sul (Brasil).